# Il popolo dei sogni
| Recensione      | Giudizio |
| --------------- | -------- |
| Musica e dischi |          |

Il popolo dei sogni è il terzo album della cantautrice italiana Dolcenera. È uscito nel marzo 2006, a un anno di distanza da Un mondo perfetto, il precedente lavoro dell'artista salentina.

## Descrizione
L'album viene pubblicato il 3 marzo 2006, durante la partecipazione di Dolcenera al 56º Festival di Sanremo con il singolo di lancio Com'è straordinaria la vita. Il disco ha sonorità rock, piuttosto vicine a quelle del precedente lavoro, Un mondo perfetto. Nel brano E la luna sale su è tuttavia presente qualche lieve venatura jazz. Gli arrangiamenti sono di Dolcenera, ad eccezione del brano Emozioni, arrangiato da Lucio Fabbri.
Nei testi si riconoscono invece la rabbia e l'inquietudine della cantautrice, che in questo lavoro afferma di raccontare non solo le sue storie personali (come ad esempio accade in Com'è straordinaria la vita), ma soprattutto le vicende di persone con le quali si è trovata a contatto per lungo tempo.
L'unica vera canzone d'amore del disco è Piove (condizione dell'anima): per il resto, hanno grande spazio i temi sociali. In particolare, nel brano Resta come sei Dolcenera parla di omosessualità, rivolgendosi a Laura, una ragazza innamorata dalla sua migliore amica, che fatica ad affrontare i pregiudizi delle persone che la circondano.
La canzone L'Amore (Il mostro) parla invece di pedofilia, assumendo il punto di vista di un bambino violato che grida la sua rabbia al proprio sfruttatore. Il brano è stato usato anche per una campagna di sensibilizzazione sul problema del turismo sessuale, promossa da Emma Bonino.
All'interno del disco è presente anche una cover del brano A Wolf at the Door, scritto e interpretato dai Radiohead per il loro disco Hail to the Thief del 2003. Il testo in italiano è stato scritto dalla stessa Dolcenera ed è intitolato Il luminal d'immenso (l'ombra di lui): si è trattato della prima volta in cui la celebre band inglese ha autorizzato la pubblicazione di un suo brano con un testo diverso (in seguito anche Vasco Rossi avrebbe fatto una cosa simile, scrivendo il testo della sua canzone Ad ogni costo sulle musiche di Creep); la cantante salentina ha dichiara inoltre di aver ricevuto dai Radiohead dichiarazioni di stima per il lavoro svolto su questo brano.
Il testo in italiano è ispirato alla storia di Marilyn Monroe: il titolo riprende con un gioco di parole i versi del poeta Giuseppe Ungaretti, facendo un chiaro riferimento al barbiturico che uccise l'attrice statunitense. Il testo racconta di attacchi di ansia e di panico, della visione di ombre che si avvicinano alla protagonista della canzone e, infine, della "pace del cuore" provocata dall'effetto sedativo della medicina.
Il disco contiene altre due cover: America di Gianna Nannini, cantata per la prima volta da Dolcenera durante la finale di Music Farm e portata in tour per tutto il 2005 (ne era già stata pubblicata una versione dal vivo nel singolo Continua tratto dal precedente album), e una versione dal vivo di Emozioni di Lucio Battisti. Questa stessa versione del brano è stata poi inserita nella compilation Innocenti evasioni 2006, raccolta di cover di vari artisti, interamente dedicata alla memoria di Battisti.
Il disco contiene anche una dedica da parte di Dolcenera: si tratta della citazione di Marcel Proust, che dice «la musica è comunicazione… la comunicazione delle anime».

## I singoli

### Com'è straordinaria la vita
Il primo singolo dell'album è un brano che parla di come la vita crea e distrugge allo stesso tempo. Un inno alla vita che può sorprenderti ed ingannarti, l'importante è non smettere mai di voler vivere, combattere contro i problemi e cercare la felicità.

### Piove (condizione dell'anima)
Il brano parla della pioggia come condizione dell'anima. Nel testo viene citata Milano, sovrastata spesso da un cielo grigio, lo stesso cielo che rispecchia il nostro cuore quando finisce una storia d'amore. A volte per dimenticare una persona importante proviamo a ricordare i suoi difetti e trasformare l'amore in odio... ma è praticamente impossibile.

### Il Luminal d'immenso (L'ombra di lui)
All'interno del disco è presente anche una cover del brano A Wolf at the Door, scritto e interpretato dai Radiohead per il loro disco Hail to the Thief del 2003. Il testo in italiano è stato scritto dalla stessa Dolcenera. La cantante salentina ha dichiara inoltre di aver ricevuto dai Radiohead dichiarazioni di stima per il lavoro svolto su questo brano.
Il testo in italiano è ispirato alla storia di Marilyn Monroe: il titolo riprende con un gioco di parole i versi del poeta Giuseppe Ungaretti, facendo un chiaro riferimento al barbiturico che uccise l'attrice statunitense. Il testo racconta di attacchi di ansia e di panico, della visione di ombre che si avvicinano alla protagonista della canzone e, infine, della "pace del cuore" provocata dall'effetto sedativo della medicina.

## Tracce
Testi e musiche di Dolcenera, eccetto dove indicato.
1. Com'è straordinaria la vita – 3:54 (Dolcenera, Lorenzo Imerico, Roberto Pacco)
2. Giusta o sbagliata – 3:34
3. Piove (condizione dell'anima) – 4:04 (Dolcenera, Francesco Sighieri, Alberto Cacciapuoti)
4. Il luminal d'immenso (l'ombra di lui) – 3:20 (Thom Yorke, Jonny Greenwood, Ed O'Brien, Colin Greenwood, Philip Selway, Dolcenera)
5. L'amore (il mostro) – 4:40
6. Resta come sei – 4:25
7. Il popolo dei sogni – 4:28
8. E la luna sale su – 3:44
9. America – 3:51 (Gianna Nannini, Mauro Paoluzzi)
10. Emozioni – 5:06 (Mogol, Lucio Battisti) – dal vivo

## Formazione
- Dolcenera - voce, pianoforte (tutti i brani tranne America); sintetizzatore in Il luminal d'immenso (L'ombra di lui); organo Hammond in Il popolo dei sogni
- Roberto Gualdi - batteria (tutti i brani tranne Emozioni)
- Francesco Li Causi - basso in Com'è straordinaria la vita
- Massimo Varini - chitarra (tutti i brani tranne Il popolo dei sogni e Emozioni); basso in L'amore (Il mostro)
- Lucio Fabbri - chitarra in Com'è straordinaria la vita, Il luminal d'immenso (L'ombra di lui), Il popolo dei sogni e E la luna sale sù; basso, sitar, violino e viola in Piove (condizione dell'anima); basso in Il popolo dei sogni
- Antonio Petruzzelli - basso in Giusta o sbagliata
- Paolo Costa - basso in Il luminal d'Immenso (L'ombra di lui) e America
- Andrea Anzalone - cello in L'amore (Il mostro)
- Marco Ricci - contrabbasso in Resta come sei e E la luna sale sù
- Orchestra "Associazione italiana musicisti" diretta da Lucio Fabbri in Emozioni

## Classifiche
| Classifica (2006) | Posizione massima |
| ----------------- | ----------------- |
| Italia            | 16                |